# Ernst Friedrich Köhler
Ernst Friedrich Christoph Köhler (* 11. September 1788 in Buttelstedt; † 26. Juli 1851 in Weimar) war ein deutscher evangelischer Geistlicher. 

## Leben
Ernst Friedrich Köhler wurde als Sohn eines Geistlichen geboren und war der Jüngste von drei Brüdern.
Den ersten Unterricht erhielt er vom Vater und besuchte anschließend das Gymnasium Weimar (heute: Wilhelm-Ernst-Gymnasium Weimar); nach dessen Beendigung begann er ein Theologie- und Philosophie-Studium an der Universität Jena und beendete dieses an der Universität Leipzig mit einer Abhandlung über Ulrich von Hutten, mit der er zum Doktor der Philosophie promovierte.
Nach Beendigung seines Studiums war er mehrere Jahre der Lehrer und Erzieher der Kinder des Geheimen Hofrates Emil Huschke, Leibarzt des Großherzogs Carl August von Sachsen-Weimar-Eisenach und Hausarzt von Johann Wolfgang von Goethe.
1813 wurde er als Hof- und Stadt-Diakon an die Hofkirche Weimar berufen, wo er bereits vorher als Collaborator angestellt worden war. Seine homilitische Ausbildung wurde durch Claus Harms und Johann Heinrich Bernhard Dräseke, derart geprägt, das seine Predigten immer gut besucht wurden, allerdings lehnte er wiederholte Anträge ab, die Predigten auch im Druck erscheinen zu lassen, mit der Begründung, das eine Predigt nicht aus dem Zusammenhang des Gottesdienstes gerissen werden sollte, und getrennt von der Persönlichkeit ihres Schöpfers ein anderes Werk werden könnte. Er sah seine Predigten als Kinder, die im heimischen Kreis geliebt, aber in der Fremde misshandelt werden.
Nachdem Großherzog Carl Friedrich von Sachsen-Weimar-Eisenach am 4. Juni 1828 sein Amt angetreten hatte, ernannte er Ernst Friedrich Köhler kurz darauf zum Konsistorialrat, allerdings änderte dies nichts an seiner bisherigen Tätigkeit.
Im Juni 1833 ging Oberkonsistorialrat Johann Friedrich Heinrich Schwabe als Prälat nach Darmstadt und Ernst Friedrich Köhler folgte in dessen Stellungen als Oberkonsistorialrat, Hofprediger und Direktor der Waisenversorgungsanstalt in Weimar.
Nach dem Tod des Generalsuperintendenten Johann Friedrich Röhr 1848 übernahm er dessen Amt.
Ernst Friedrich Köhler war seit dem 19. April 1825 mit Auguste Caroline Elise (1807–1879), Tochter des Oberförsters Oschatz in Heyda bei Ilmenau, verheiratet und hatte mehrere Kinder. Von diesen ist bekannt:
- Reinhold Köhler, Literaturhistoriker, Bibliothekar, Volkskundler und Philologe.

## Schriften (Auswahl)
- Todtenopfer auf Huschke's Grabe: in Weimar's Namen dargebracht am Abend des 5. September von 1828. Weimar 1828.
- Die St. Johannisfeier der Armbrustschützen-Gesellschaft in Weimar. Weimar 1832.
- Unsere Weihnachtsfreude und meine Rückkehr in eure Mitte: zwei Predigten bei seinem Amtswechsel in der Stadt- u. Hofkirche zu Weimar am Weihnachts- und Epiphanniasfeste gehalten. Weimar Hoffmann 1834.